# (100766) 1998 FX24
(100766) 1998 FX24 es un asteroide perteneciente a asteroides que cruzan la órbita de Marte descubierto el 20 de marzo de 1998 por el equipo del Lincoln Near-Earth Asteroid Research desde el Laboratorio Lincoln, Socorro, Nuevo México, Estados Unidos.

## Designación y nombre
Designado provisionalmente como 1998 FX24.

## Características orbitales
1998 FX24 está situado a una distancia media del Sol de 2,583 ua, pudiendo alejarse hasta 3,585 ua y acercarse hasta 1,582 ua. Su excentricidad es 0,387 y la inclinación orbital 6,478 grados. Emplea 1517,05 días en completar una órbita alrededor del Sol.

## Características físicas
La magnitud absoluta de 1998 FX24 es 15,6. 